# Let There Be Rock (film)
A Let There Be Rock egy koncertfilm az ausztrál AC/DC 1979-es párizsi fellépéséről. 1980 őszén mutatták be Európában és Észak-Amerikában, 1982 nyarán pedig még a magyar mozik is vetítették Szóljon a rock! címmel.
1979 végére az AC/DC hírneve minden korábbi várakozást felülmúlt. Legutóbbi albumuk a Highway To Hell pedig eladási rekordokat döntögetett világszerte. A zenekar menedzsmentje szerint megérett az idő egy komolyabb - az egyszerű videóklipnél lényegesen többet mondó - egész estés koncertfilm elkészítésére. Decemberben éppen Franciaországban turnézott az együttes mialatt két francia filmesnek adatott meg a lehetőség, hogy mozifilm formájában örökítsék meg az AC/DC színpadi produkcióját. Eric Dionysius és Eric Mistler eredetileg csak egy promóciós klipet szeretett volna készíteni de még referencia-munkájuk is alig akadt. Végül egy kis csúsztatással ugyan, de elnyerték az együttes menedzserének tetszését és megkapták a munkát.
Számos helyszínen készítettek felvételeket. Az interjúkat Metzben, a zenekar szállodai szobáiban rögzítették, a koncertfelvételek pedig Reimsben, Metzben, Lille-ben és Párizsban készültek. Továbbá filmre vették a zenekar tagjait miközben hobbijuknak hódolnak. Cliff Williamst egy kétfedeles repülőgépen utazva, Phil Ruddot egy Porsche 928-as volánja mögött, Malcolm Youngot miközben focizik és Angus Youngot névjegye, egy kisördög rajzolgatása közben. A film gerincét alkotó koncert december 9-én, vasárnap este 8 órai kezdettel, a párizsi Le Pavillon de Paris csarnokban volt. A stáb az eseményen öt kamerával dolgozott és a TNT kivételével valamennyi számot felvették. Végül a készítők összesen 10-11 órányi nyersanyagból ollózták össze a 95 perces mozifilmet, amelynek ősbemutatója 1980. szeptember elsején volt Nyugat-Európában. Az alkotás még ebben az évben megjelent VHS kazettán is, viszont digitális adathordozón (DVD) való kiadására - meglepő módon - 2011-ig kellett várni.
Bon Scott, a zenekar énekese, még a stúdiómunkálatok idején szenvedélybetegsége áldozata lett, így a „Szóljon a rock!”-ot végül az ő emlékének szentelték.

## Érdekességek
- a koncertet élőben hallgatta végig a híres francia divattervező, Yves Saint-Laurent
- a TNT végül azért nem került a végleges változatba, mert a rendezőknek egyszerűen nem tetszett ez a dal
- a film végén az elhangzott dalok felsorolásában két elírás is megfigyelhető: Sin City helyett Sun City illetve Walk All Over You helyett Walk Over You
- a koncert hanganyagát a zenekar 1997-ben a Bonfire című ötlemezes kiadványában jelentette meg Let There Be Rock: The Movie - Live in Paris címmel
- Bon Scott a stúdió munkálatok közben vesztette életét, így soha sem láthatta a film végleges változatát, és mire a film eljutott a mozikba, az AC/DC már az új énekesével, Brian Johnson-nal koncertezett

## Elhangzó dalok
1. Live Wire
2. Shot Down In Flames
3. Hell Ain't A Bad Place To Be
4. Sin City
5. Walk All Over You
6. Bad Boy Boogie
7. The Jack
8. Highway To Hell
9. Girls Got Rhythm
10. High Voltage
11. Whole Lotta Rosie
12. Rocker
13. Let There Be Rock

- Valamennyi dal Angus Young, Malcolm Young és Bon Scott szerzeménye.

## Színpadi felállás
- Angus Young - szólógitár
- Malcolm Young - ritmusgitár
- Bon Scott - ének
- Phil Rudd - dobok
- Cliff Williams - basszusgitár